# Söderbybacken
Söderbybacken är en bebyggelse i Rimbo socken i Norrtälje kommun i Stockholms län. Söderbybacken ligger 2 kilometer söder om Rimbo, omedelbart söder om Asplund och väster om Finnby. Mellan 2010 och 2020 avgränsade SCB är en småort.